# Lorenza Izzo

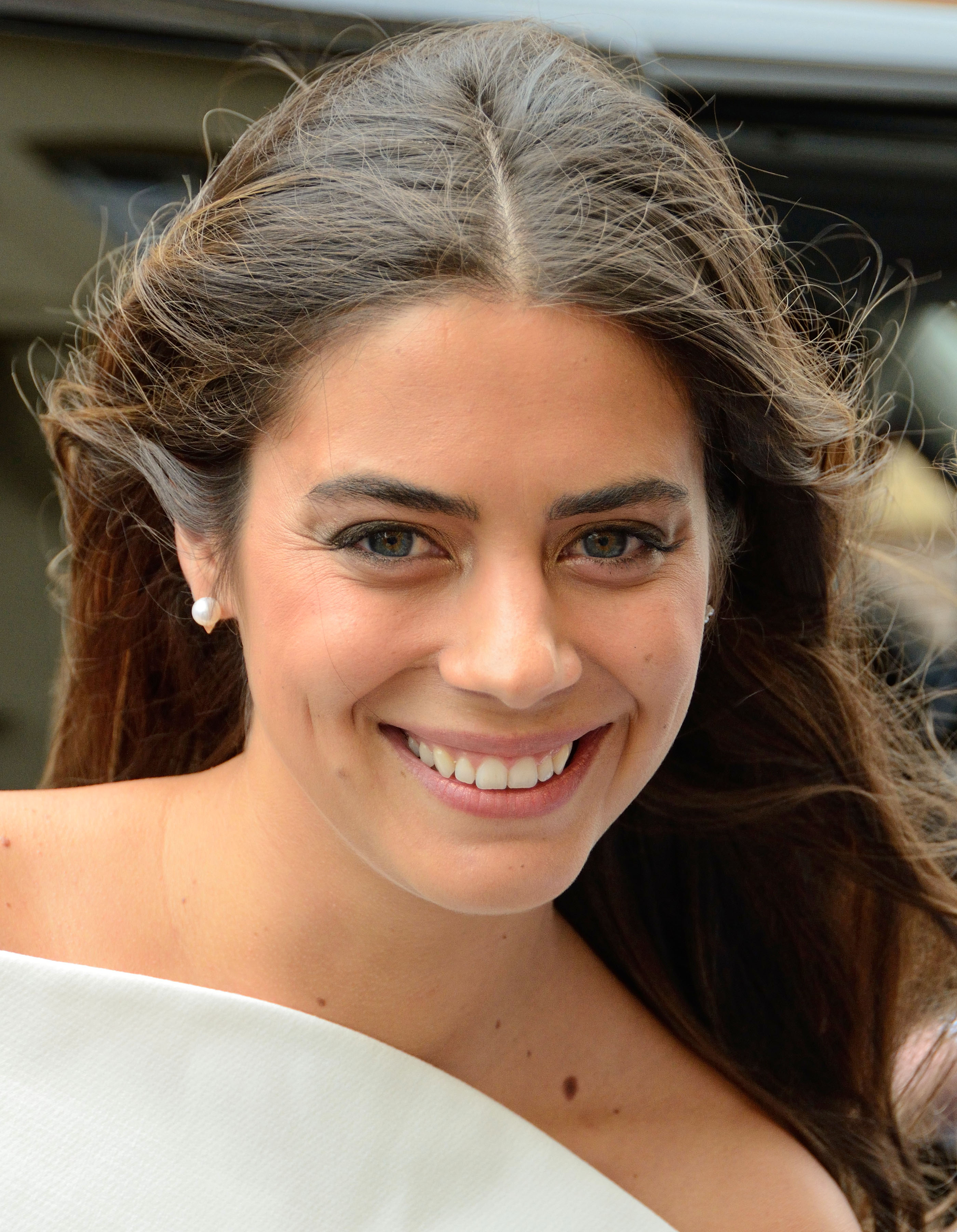
Lorenza Izzo (2015)

Lorenza Izzo  (ur. 19 października 1989 w Santiago) – chilijska aktorka, która wystąpiła m.in. w filmach The Green Inferno (2013), Kto tam? (2015) i Pewnego razu... w Hollywood (2019).

## Filmografia

### Filmy
| Rok  | Tytuł                       | Rola              | Uwagi |
| ---- | --------------------------- | ----------------- | ----- |
| 2011 | Qué pena tu boda            | Lucia Edwards     |       |
| 2012 | Qué pena tu familia         | Lucia Edwards     |       |
| 2012 | Aftershock. Miasto chaosu   | Kylie             |       |
| 2013 | The Green Inferno           | Justine           |       |
| 2014 | The Stranger                | Ana               |       |
| 2014 | Seks według Eda             | Pilar             |       |
| 2015 | Kto tam?                    | Genesis           |       |
| 2016 | Holidays                    | Jean              |       |
| 2018 | To właśnie życie            | Elena             |       |
| 2018 | Zegar czarnoksiężnika       | pani Barnavelt    |       |
| 2019 | Pewnego razu... w Hollywood | Francesca Capucci |       |
| 2019 | Ciąg dalszy nie nastąpi     | Iris              |       |
| 2021 | Women Is Losers             | Celina            |       |
| 2022 | The Aviary                  | Blair             |       |
| 2022 | Confess, Fletch             | Angela            |       |

### Telewizja
| Rok     | Tytuł                     | Rola                     | Uwagi                   |
| ------- | ------------------------- | ------------------------ | ----------------------- |
| 2013    | Hemlock Grove             | Brooke Bluebell          | 2 odcinki               |
| 2013    | I Am Victor               | Lena Engles              | film TV                 |
| 2016    | Feed the Beast            | Pilar Herrera            | w gł obsadzie; 10 odc.  |
| 2017    | Wymiar 404                | Val Hernandez / SpeedRun | gł. rola w odc. Impulse |
| 2018    | Bez zobowiązań            | Tathiana                 | 6 odc.                  |
| 2020    | Dom grozy: Miasto Aniołów | Santa Muerte             | 5 odc.                  |
| 2021-22 | Hacks                     | Ruby                     | 4 odc.                  |
| 2022    | Panhandle                 | Vida Perez Prescott      | 8 odc.                  |